# Coba Pulskens
Jacoba Maria (Coba) Pulskens, (Tilburg 26 mei 1884 – Ravensbrück 17 maart 1945), was een Tilburgse verzetsstrijder. Ze bood in de Tweede Wereldoorlog onderdak aan onderduikers: aan Joden, verzetslieden en piloten. Pulskens werd op 9 juli 1944 door de Sicherheitspolizei gearresteerd en naar Ravensbrück afgevoerd, waar ze begin 1945 is vergast.

## Biografie en verzetswerk
Coba Pulskens groeide op in een arbeidersgezin. Na de lagere school en de huishoudschool trad ze in dienst bij Joodse diamantairsfamilies in Antwerpen waar ze tijdens de Eerste Wereldoorlog de Duitse bezetting meemaakte. Vanaf 1931 was ze als werkster in dienst bij de gemeente Tilburg.
Pulskens werd in 1942 door haar broer Nicolaas (Klaas) Pulskens gevraagd om onderduikers op te nemen. In haar woning aan de Diepenstraat 25 bood zij gedurende 1942 en 1943 onderdak aan een onbekend aantal geallieerde piloten, Joden en verzetsmensen. Haar woning was een vaste tussenstop in de pilotenontsnappingsroutes vanuit Limburg en Twente. Zij werd bij haar werk onder andere ondersteund door haar buren Anna en Sjef (ook wel Jef) van Eerdewijk.
In november 1943 trok Pulskens zich uit het onderduikwerk terug omdat de Sicherheitspolizei een aantal verzetslieden waarmee zij (indirect) samenwerkte had gearresteerd. Naar later bleek had de Sicherheitspolizei de pilotenontsnappingsroute al enige tijd geïnfiltreerd; mogelijk was men ook al op de hoogte van het onderduikadres in de Diepenstraat.:126
Op 8 juli 1944 benaderde verzetsstrijdster Leonie van Harssel haar om toch weer een aantal piloten op te nemen. Diezelfde dag werden twee geallieerde piloten die vanuit Eindhoven onderweg waren naar het huis van Pulskens bij een controle in Moergestel opgepakt. Een dag later, 9 juli 1944, deed de Sicherheitspolizei een inval in de woning in de Diepenstraat. Daar troffen zij drie andere geallieerde piloten aan, de Australiër Nott, de Canadees Carter en de Brit Walker, die de dag daarvoor waren gearriveerd. In strijd met het oorlogsrecht werden de drie piloten niet als krijgsgevangenen behandeld, maar ter plekke geëxecuteerd.
Pulskens is in Kamp Vught geïnterneerd en daarna naar concentratiekamp Ravensbrück afgevoerd. Daar is ze vergast, vermoedelijk op 17 maart 1945.:130-139:73-74

## Herdenking en herinnering
Pulskens kreeg voor haar verzetswerk in 1947 postuum een Amerikaanse onderscheiding, de Medal of Freedom.
Een aantal monumenten herinnert aan Pulskens en de in haar woning geëxecuteerde piloten. In de gevel van het huis Diepenstraat 25 werd op 2 februari 1947 een gedenkteken onthuld. Het huis is in de jaren zeventig afgebroken, maar dankzij alerte Tilburgers en de actiegroep Tilburg 1940-1945 bleef het muurdeel met het monument bewaard. Het originele gedenkteken is in 1989 vervangen door een kopie, omdat het steen in slechte conditie was.
Daarnaast is er een straat naar haar vernoemd, de Coba Pulskenslaan, en hing er een herinneringsplaquette in de hal van de Dienst Publieke Werken van de gemeente Tilburg, die na de sloop van het gebouw aan de collectie van Stadsmuseum Tilburg is toegevoegd. In de Engelse plaats Coningsby is in de plaatselijke kerk een gedenkplaat aangebracht door Royal Air Force 83 Squadron met de namen van Pulskens en de drie piloten.:75 In deze kerk wordt ook een Nederlandse vlag bewaard waarvan gezegd wordt dat hij is gebruikt om de lichamen van de drIe geëxecuteerde piloten te bedekken.
Al kort na de bevrijding kreeg de herdenking van Pulskens' verzetswerk, gevangenschap en dood een religieuze dimensie. Vooral door Sjef van Eerdewijk werd ze geportretteerd als een eenvoudige gelovige met een rotsvast Godsvertrouwen, die zich uit christelijke naastenliefde had opgeofferd en tot een martelares was geworden. In deze interpretatie speelt ook een rol dat twee bij Pulskens ondergedoken Joodse vrouwen zich tot het katholieke geloof hadden bekeerd (beiden trouwden met katholieke mannen), en dat Pulskens zichzelf naar verluidt in Ravensbrück had opgeofferd door in plaats van een andere vrouw de gaskamer binnen te gaan.:122

## Berechting
In juni 1946 is in Essen in Duitsland een proces tegen de leden van de Sicherheitspolizei gevoerd, die betrokken waren bij de executie van de piloten in de Diepenstraat. Vier van de aangeklaagden werden ter dood veroordeeld, vijf anderen werden vrijgesproken. In januari 1947 vond er voor het Bijzonder Gerechtshof in Maastricht een proces plaats tegen een Nederlander die voor de Sicherheitspolizei was geïnfiltreerd in de Limburgse verzetsgroep die onderdeel was van de pilotenontsnappingsroute.:117